# Csabrendek
Csabrendek è un comune dell'Ungheria di 3.011 abitanti (dati 2001). È situato nella contea di Veszprém.